# Lac Ajabatchie
Le lac Ajabatchie (en russe : Ажабачье озеро ; ISO 9 : Ažabačʹe ozero), est un lac de la péninsule du Kamtchatka, à l'est de la Russie. Il est situé sur la rive droite, dans la plaine inférieure, du fleuve Kamtchatka, à 6 km de son lit et à 15 km du rivage de la baie Kronotski.
Administrativement, le lac est situé dans le raïon d'Oust-Kamtchatsk, dans le kraï du Kamtchatka.

## Hydrologie
Le lac occupe une superficie de 62,5 km2 ce qui en fait le quatrième plus grand lac de la péninsule. Long de 13 km, sa plus grande largeur est de 7,7 km pour une profondeur moyenne de 17,05 m. Il est, presque de toutes parts, entouré de montagnes (à l'exception de sa partie nord). La longueur de ses côtes est de 37 km.
Le lac Ajabatchïé est le plus important lieu de frai de saumons nerka situé dans le bassin du fleuve Kamtchatka. Cette particularité lui a valu son nom de la part des Itelmènes, Ajaba voulant dire « nerka ».

### Sources et bibliographie
- (en) T.E Butorina, The dynamics of the parasitic fauna of different forms of the Arctic char Salvelinus alpinus L. in the basin of Lake Azabachʹe, 1985 (ISSN 0704-3716, lire en ligne)